# Eugenia heterochroa
Eugenia heterochroa är en myrtenväxtart som beskrevs av Ignatz Urban. Eugenia heterochroa ingår i släktet Eugenia och familjen myrtenväxter. IUCN kategoriserar arten globalt som sårbar. Inga underarter finns listade i Catalogue of Life.